# موریستون

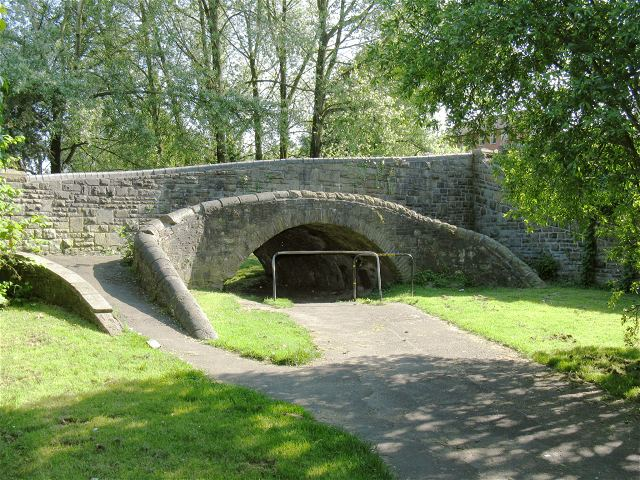
نمایی از پل کانال در منطقه موریستون

موریستون (به انگلیسی: Morriston) یک شهرک در ولز است که در سوانزی واقع شده‌است. موریستون ۱۶٬۹۲۸ نفر جمعیت دارد.